# 孫泰藏
孫泰藏（日语：／ Son Taizō，1972年9月29日—）是一名日本企業家，出生於佐賀縣鳥栖市，畢業於東京大學，創辦GungHo並擔任會長。兄長是軟銀的創辦人暨社長孫正義，兩人同是出生於日本的韩裔日本人。
孫正義持有日本 GungHo Online Entertainment 40%股權。

## 外部連結
- 孫泰藏Twitter（页面存档备份，存于）